# 논산 갈산리 곰솔
논산 갈산리 곰솔(論山 葛山里 곰솔)은 대한민국 충청남도 논산시 광석면에 있는 곰솔이다. 1982년 8월 3일 충청남도의 기념물 제27호로 지정되었다.

## 개요
곰솔은 소나무과로 잎이 소나무 잎보다 억세기 때문에 곰솔이라고 부르며, 소나무의 겨울눈은 붉은 색인데 반해 곰솔은 회백색인 것이 특징이다. 바닷가를 따라 자라기 때문에 해송으로도 부르며, 줄기 껍질의 색이 소나무보다 검다고 해서 흑송이라고도 한다. 바닷바람과 염분에 강하여 바닷가의 바람을 막아주는 방풍림이나, 해일의 피해를 막아주는 방조림으로 많이 심는다.
나무의 나이는 300년 정도로 추정되며, 동쪽 곰솔은 높이 16m, 둘레 2.63m이고, 남쪽 곰솔은 높이 12.5m, 둘레 2.20m이다.
이 곰솔은 쌍군송이라고도 부르는데, 조선 효종 때 예조판서를 지낸 권육 선생이 65세에 관직을 사퇴하고 고향으로 내려와 지내다가 67세로 생을 마치자, 그의 죽음을 슬프게 여겨 효종 6년(1665)에 왕이 수원에 있는 소나무 묘목을 보내어 이곳에 심도록 하고 ‘쌍군송(雙君松)’이라 불렀다고 한다.
갈산리 곰솔은 지방에서는 보기 드문 큰 곰솔이며, 바닷가에서 자라는 해송이 내륙에 있다는 점이 특이하다. 또한 해송이 자랄 수 있는 북쪽 한계지역인 수원에서 옮겨 심었다는 점이 희귀하여 기념물로 지정하였다.

## 참고 자료
- 갈산리곰솔 - 국가유산청 국가유산포털